# Georg Lohmeier

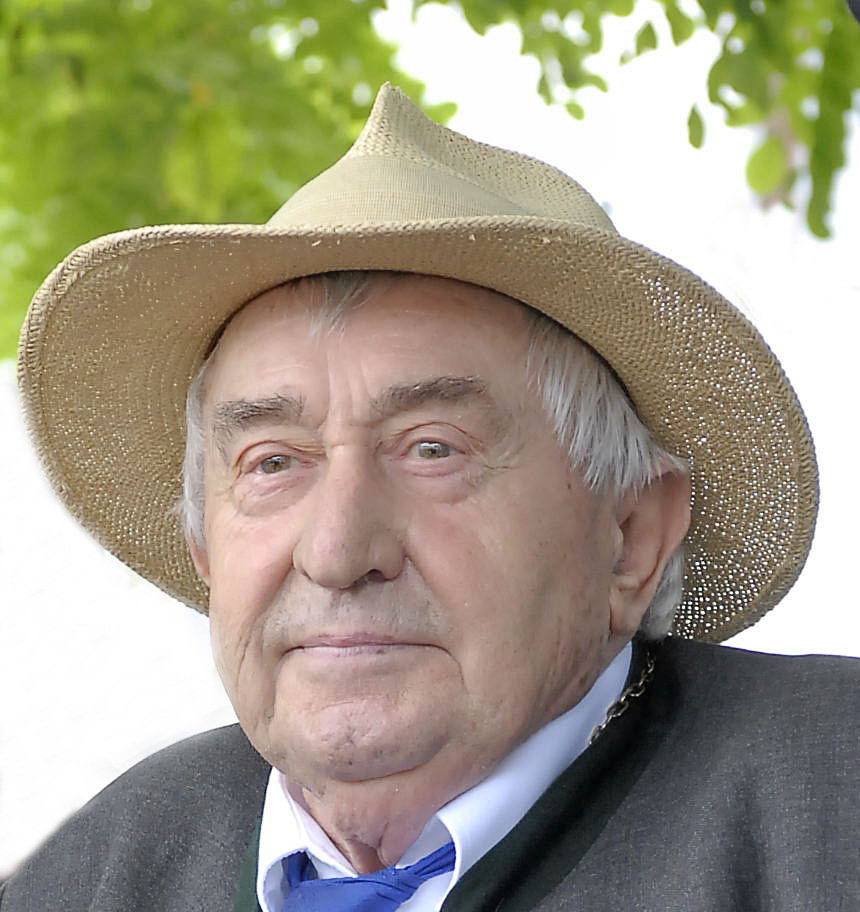
Georg Lohmeier (2007)

Georg Lohmeier, Pseudonym Tassilo Herzwurm (* 9. Juli 1926 in Loh; † 20. Januar 2015 in München) war ein deutscher Schriftsteller, Dramatiker, Regisseur und Schauspieler. Er ist Autor verschiedener Theaterstücke und Fernsehserien wie Königlich Bayerisches Amtsgericht oder Zwickelbach & Co. und mehrerer Stücke des Komödienstadels. Kurzzeitig war er Oberjuror bei der Sendung Dalli Dalli.

## Leben
Georg Lohmeier war das jüngste von neun Kindern eines Bauern und Brauers. Er besuchte das Dom-Gymnasium und das Priesterseminar in Freising. Hier befreundete er sich mit dem  späteren Papst Benedikt XVI. Danach widmete er sich zwei Semester dem Studium der Theologie, das er aber vor dem Empfang der Niederen Weihen beendete, da er eine Frau kennenlernte.
Danach studierte er u. a. Theaterwissenschaft und Kunstgeschichte. Er schrieb Bücher über bayerische Geschichte, bayerische Persönlichkeiten und bald schon eigene Theaterstücke und Hörspiele. Er wurde zu einem wichtigen Mitarbeiter des Bayerischen Rundfunks.
Größere Bekanntheit erlangte Lohmeier um 1970 als Autor der im ZDF ausgestrahlten Fernsehserie Königlich Bayerisches Amtsgericht.
Als Gründer des Bundes bayerischer Patrioten fiel er 1974 durch seine Forderung nach der Rückkehr Bayerns zur Monarchie auf: „Die Heimat seufzt nach einem schönen König – nicht, weil wir unbedingt einen brauchen, sondern weil es schöner wär!“ Er trat regelmäßig als Redner beim Patriotentreffen in Gammelsdorf auf. Durch seine Initiative wurden in Bayern König-Ludwig-Vereine gegründet, die bis heute gepflegt werden. Allerdings erkannte Lohmeier auch die vorläufige Undurchführbarkeit einer Rückkehr zur Monarchie, weshalb er 1995 kurzerhand den damaligen bayerischen Ministerpräsidenten Edmund Stoiber zum „Ersatzkönig“ ernannte.

Lohmeiers Grab auf dem Nordfriedhof

Lohmeier war Mitglied der Münchner Turmschreiber und lebte jahrzehntelang im Pfarrdorf Söllhuben bei Rosenheim, zuletzt allerdings in München. Er starb am 20. Januar 2015 nach langer Krankheit im Alter von 88 Jahren. Sein Grab befindet sich auf dem Münchener Nordfriedhof (Nr. 95-11-37a/b).

## Auszeichnungen und Ehrungen
- 1972 Bayerischer Poetentaler
- 1983 Karl-Valentin-Orden

## Werke (Auswahl)
- Den Bayern aufs Maul g’schaut: aus den Wörter- und Tagebüchern Johann Andreas Schmellers 1785–1852. Ehrenwirth, München 1985, ISBN 3-431-02691-5.
- Liberalitas Bavariae. Ehrenwirth, München 1985, ISBN 3-431-02696-6.
- Auf den Spuren der Väter: Gschichtn aus der bayerischen Geschichte. Ehrenwirth, München 1987, ISBN 3-431-02958-2.
- Bayerisches für Christenmenschen. Ehrenwirth, München 1990, ISBN 3-431-02665-6.
- Königlich Bayerisches Amtsgericht: alle Verhandlungen in einem Band. Ehrenwirth, München 1992, ISBN 3-431-01948-X.
- G’schichten aus der Geschichte. Bayern von der Steinzeit zu Stoiber. Langen Müller, München 1996, ISBN 3-7844-2600-X.
- Der Weg zum Herzen: Geschichten über die Liebe. Ehrenwirth, München 1997, ISBN 3-89682-118-0.
- Bad Reichenhall: künstlerisch und historisch. Werr, Vachendorf bei Traunstein 1998, ISBN 3-922927-08-4.
- Der Zorn eines Christenmenschen. Langen Müller, München 1999, ISBN 3-7844-2748-0.
- Wer Knecht ist, soll Knecht bleiben. Langen Müller, München 2000, ISBN 3-7844-2794-4.
- Musikanten spielts auf! PARC Verlag, Christoph Werr, Vachendorf 2001, ISBN 3-922927-17-3.

## Theaterstücke (Auswahl)
- 1964: Der Komödienstadel – Die Tochter des Bombardon
- 1965: Der Komödienstadel – Die Stadterhebung
- 1970: Der Komödienstadel – Der Ehrengast
- 1984: Der Komödienstadel – Der Senior
- 1984: Bayerisches Fernsehen – Es geigt sich was

## Filmografie (Auswahl)
- 1984: Der Komödienstadel – Doppelte Moral – als Pfarrer (Theater-Aufzeichnung)
- 1984: Der Komödienstadel – Der Senior – als Pfarrer (Theater-Aufzeichnung)
- 1985: Ludwig Thoma – Hochzeit – als Pfarrer (Fernsehfilm, Regie: Kurt Wilhelm)
- 1987: Es geigt sich was – als Prälat (Fernsehfilm, Regie: Theodor Grädler)